# P.C.L.
P.C.L. Eiga Seisaku-jo (ピー・シー・エル映画製作所, plus connue sous le nom de P.C.L., abréviation de « Photo Chemical Laboratories ») est une société de production de cinéma japonaise créée en 1933. En 1937, P.C.L. fusionne avec d'autres sociétés pour former la Tōhō.

## Histoire

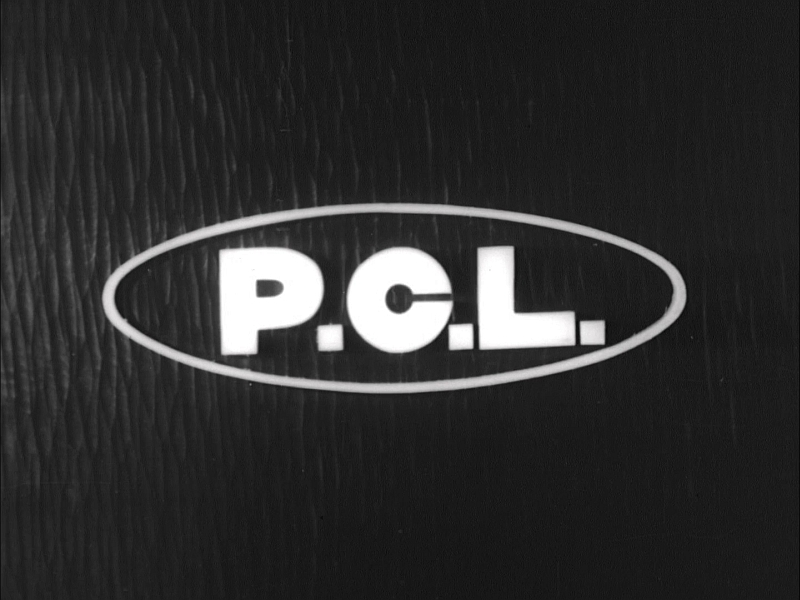
Logo de la P.C.L. dans le générique de Ma femme, sois comme une rose (1935).

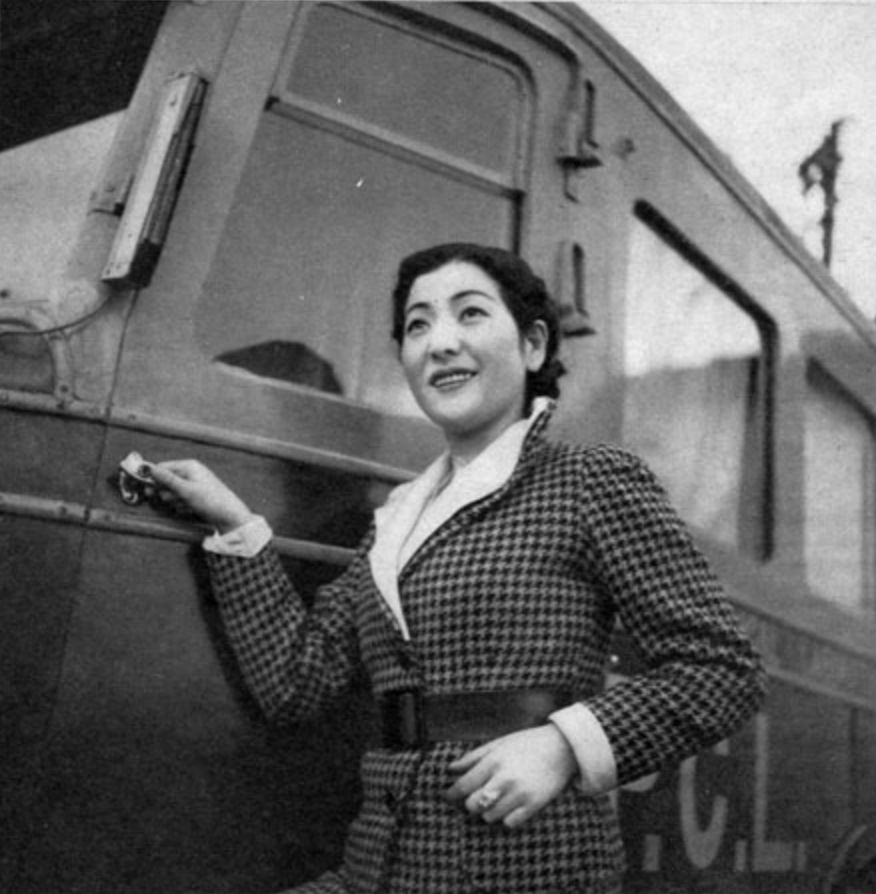
L'actrice Sachiko Chiba devant un véhicule P.C.L. (revue Eiga no tomo parue en 1936).

### Les origines
La société P.C.L. — abréviation de Photo Chemical Laboratories — est fondée en 1929 à Tokyo par Yasuji Uemura dans le but de fournir des services de laboratoire et de postproduction aux florissantes sociétés de production de cinéma,. L'avènement du cinéma sonore — Le premier film entièrement parlant japonais, Mon amie et mon épouse réalisé par Heinosuke Gosho, sort en août 1931 — change la donne et P.C.L. diversifie son offre de services en construisant en 1932 à Tokyo deux studios d'enregistrement équipés pour réaliser des films sonores qui sont loués pour répondre aux besoins croissants des maisons de production. C'est en 1933 qu'il est finalement décidé de se lancer dans la production de films et que P.C.L. Eiga Seisaku-jo est créé.

### La production de films
Le premier film produit par P.C.L. est Ongaku kigeki: Horoyoi jinsei (1933) réalisé par Sotoji Kimura. Ce film est considéré comme la première véritable comédie musicale japonaise. Les coûts de production sont pris en charge par la société Dai Nihon Biru dont les produits sont présentés dans le film qui se déroule en partie dans une brasserie et conte l'histoire d'une vendeuse de bière dans une gare et d'un compositeur essayant de créer une chanson à succès. Les premiers films de la société sont donc de nature commerciale et visent à mettre en avant les produits de leurs investisseurs. La P.C.L. produit deux films en 1933, huit en 1934 et le double en 1935. Dès 1934, une série d'une dizaine de films mettant en vedette l'acteur comique Ken'ichi Enomoto, affectueusement appelé Enoken, connaît le succès auprès du public japonais.

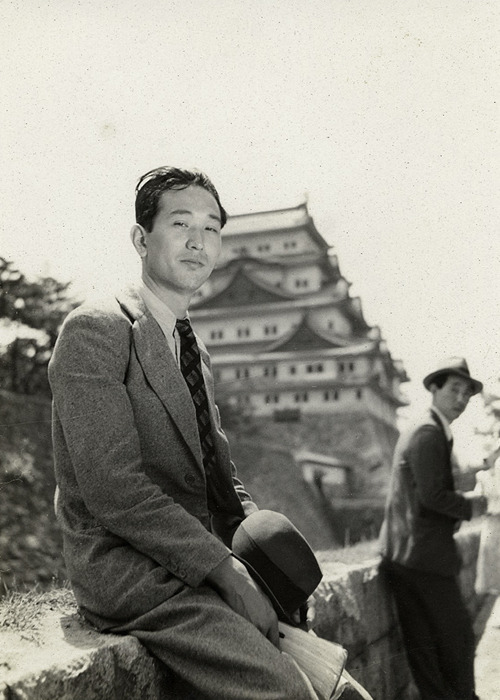
Akira Kurosawa (gauche) et Mikio Naruse (droite) durant le tournage dAvalanche (1937).

Deux réalisateurs d'importance rejoignent P.C.L. en 1934, il s'agit de Kajirō Yamamoto en provenance de la Nikkatsu et de Mikio Naruse. Ce dernier, désireux de réaliser des films parlants et bridé dans sa créativité par Shirō Kido — ce dernier ayant déclaré dans une formule destinée à devenir célèbre, que « les studios Kamata n'ont pas besoin d'un deuxième Ozu » — quitte donc la Shōchiku. Il sera plus à son aise dans ce nouveau studio, et dira plus tard : « À la Shōchiku, on m'autorisait à mettre en scène ; chez P.C.L., on me demandait de mettre en scène. Une différence significative ». Mikio Naruse accède enfin au succès commercial et critique, Ma femme, sois comme une rose apparait en tête du classement des dix meilleurs films japonais de l'année 1935 établi par la revue Kinema Junpō, projeté en avril 1937 à New York, c'est aussi le premier film parlant japonais montré et exploité aux États-Unis.
Plusieurs grands noms du cinéma japonais font leurs toutes premières armes chez P.C.L. En 1935, le studio recherche des assistants réalisateurs. Bien qu'il n'ait jamais envisagé de travailler dans le cinéma et qu'il ait déjà un travail d'illustrateur de livres, un jeune homme du nom d'Akira Kurosawa répond à l'annonce du studio, qui demande aux candidats de rédiger un essai sur les défauts fondamentaux des films japonais et les moyens d'y remédier. Kurosawa explique dans son papier que si ces défauts sont fondamentaux, alors il n'y a aucun moyen de les corriger. Cette lettre au ton moqueur lui permet de passer les examens suivants. Le réalisateur Kajirō Yamamoto, qui fait partie des recruteurs, insiste pour que Kurosawa soit recruté. En février 1936, à l'âge de 25 ans, Akira Kurosawa entre chez P.C.L,. Citons aussi Hideo Sekigawa qui entre la même année aux studios P.C.L. en tant qu'assistant réalisateur ou Ishirō Honda qui est troisième assistant réalisateur de Sotoji Kimura sur Tadano bonji: Jinsei benkyō (1934) avant de devoir effectuer son service militaire,.

### Création de la Tōhō
En 1935, Ichizō Kobayashi, un riche industriel fondateur de la compagnie ferroviaire Hankyu, de la Revue Takarazuka, propriétaire de plusieurs théâtres de kabuki dont le théâtre Takarazuka prend le contrôle de P.C.L. ainsi que d'une autre société de production basée à Kyoto et elle aussi créée en 1933, J.O. Studio (ja),. Il fonde en juin 1936 la Tōhō Eiga Haikyū (ja) (litt. « Tōhō Film Distribution ») pour distribuer les films de P.C.L., de J.O. Studio ainsi que des films étrangers. En septembre 1937, ces différentes entités que sont P.C.L., J.O. Studio et Tōhō Eiga Haikyū fusionnent pour former la Tōhō. Cette société nouvellement créée, disposant de studios sonorisés à Tokyo et à Kyoto et forte d'une chaîne de vingt-sept salles de cinéma dans tout le pays — dont la moitié pouvant accueillir entre 1500 et 2000 personnes — se pose en véritable concurrent à la Shōchiku et à la Nikkatsu.

## Films produits

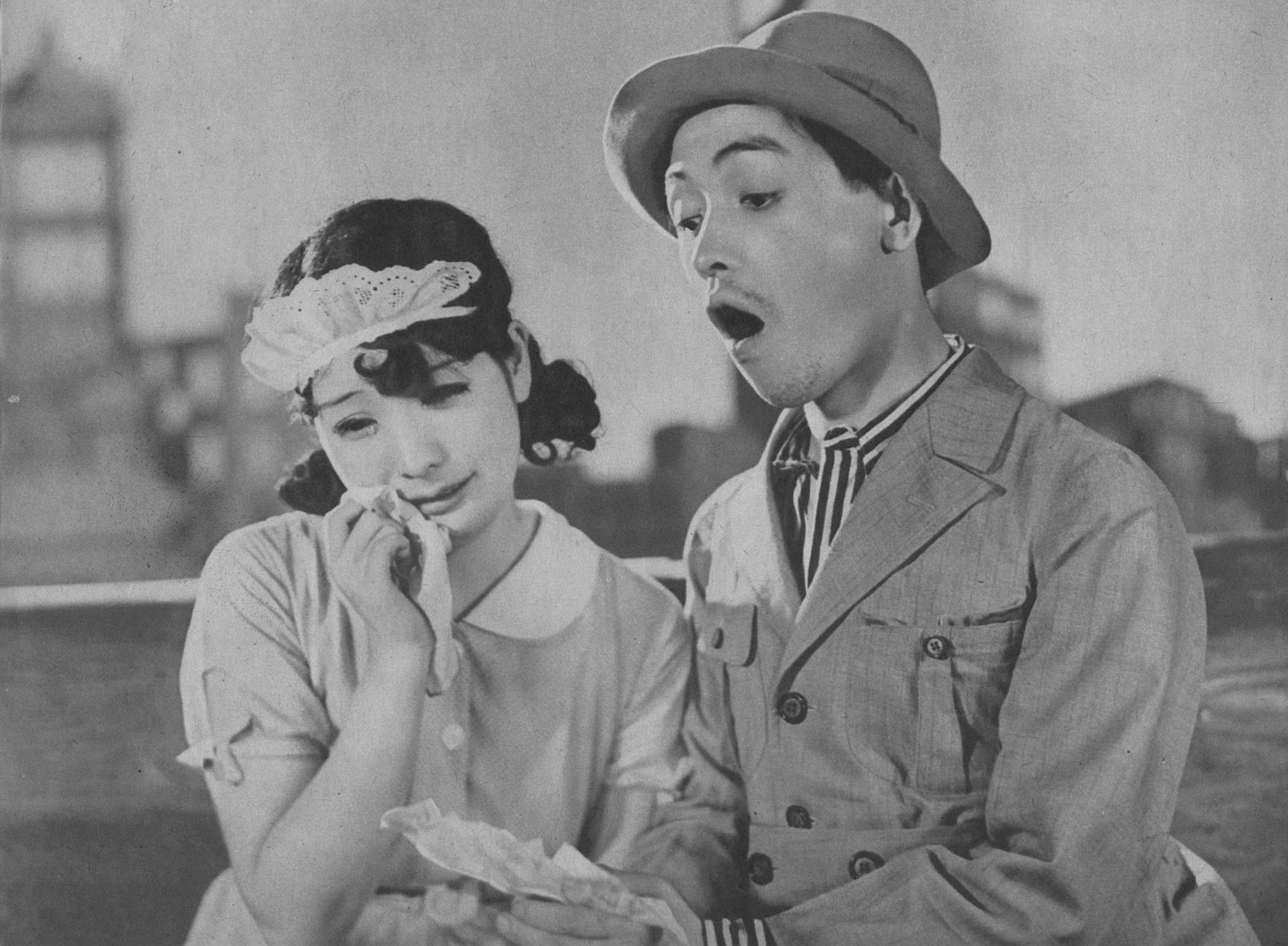
Sachiko Chiba et Kamatari Fujiwara dans Ongaku kigeki: Horoyoi jinsei (1933).

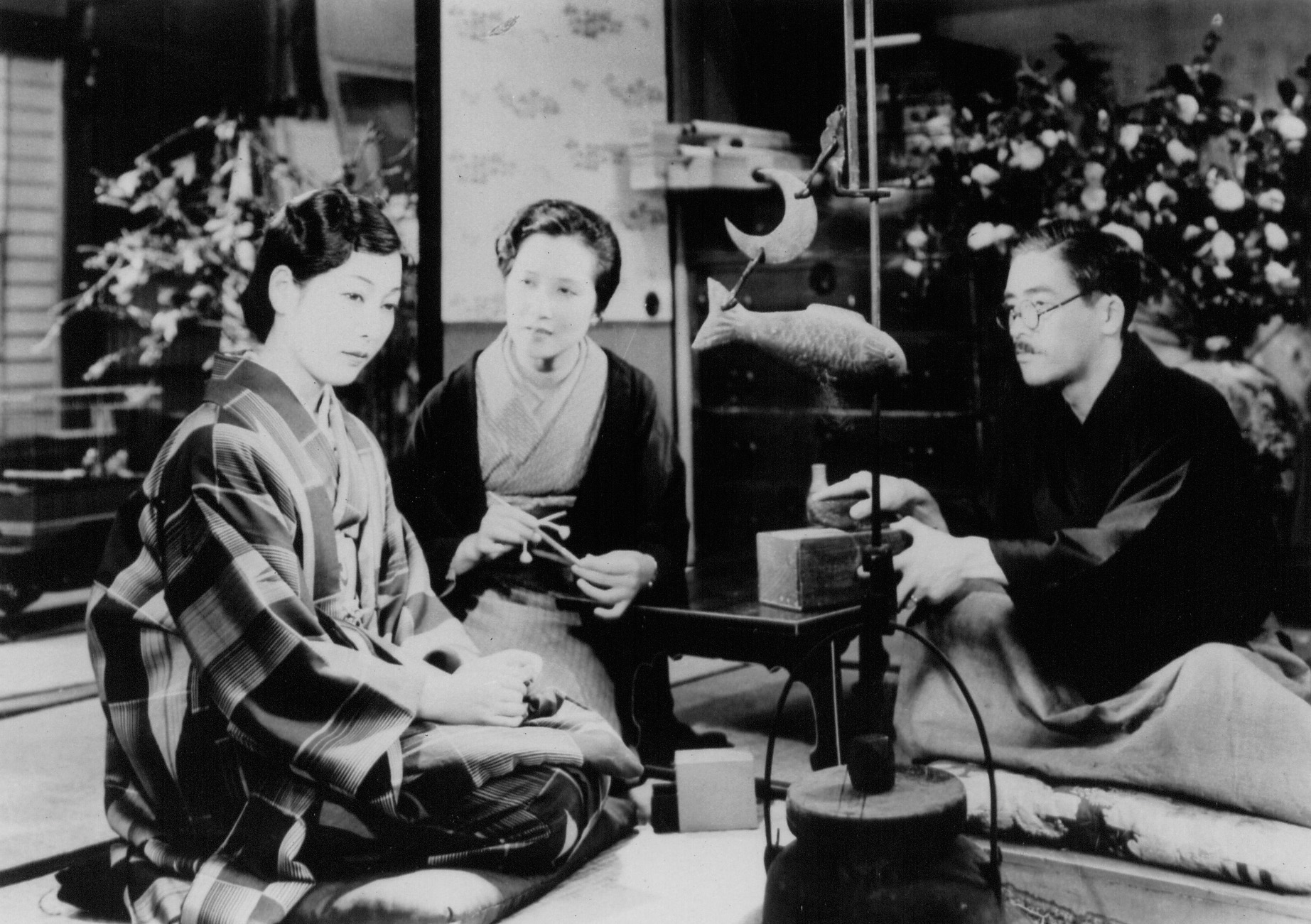
(de g. à d.) Sachiko Chiba, Chikako Hosokawa et Kamatari Fujiwara dans Ma femme, sois comme une rose (1935).

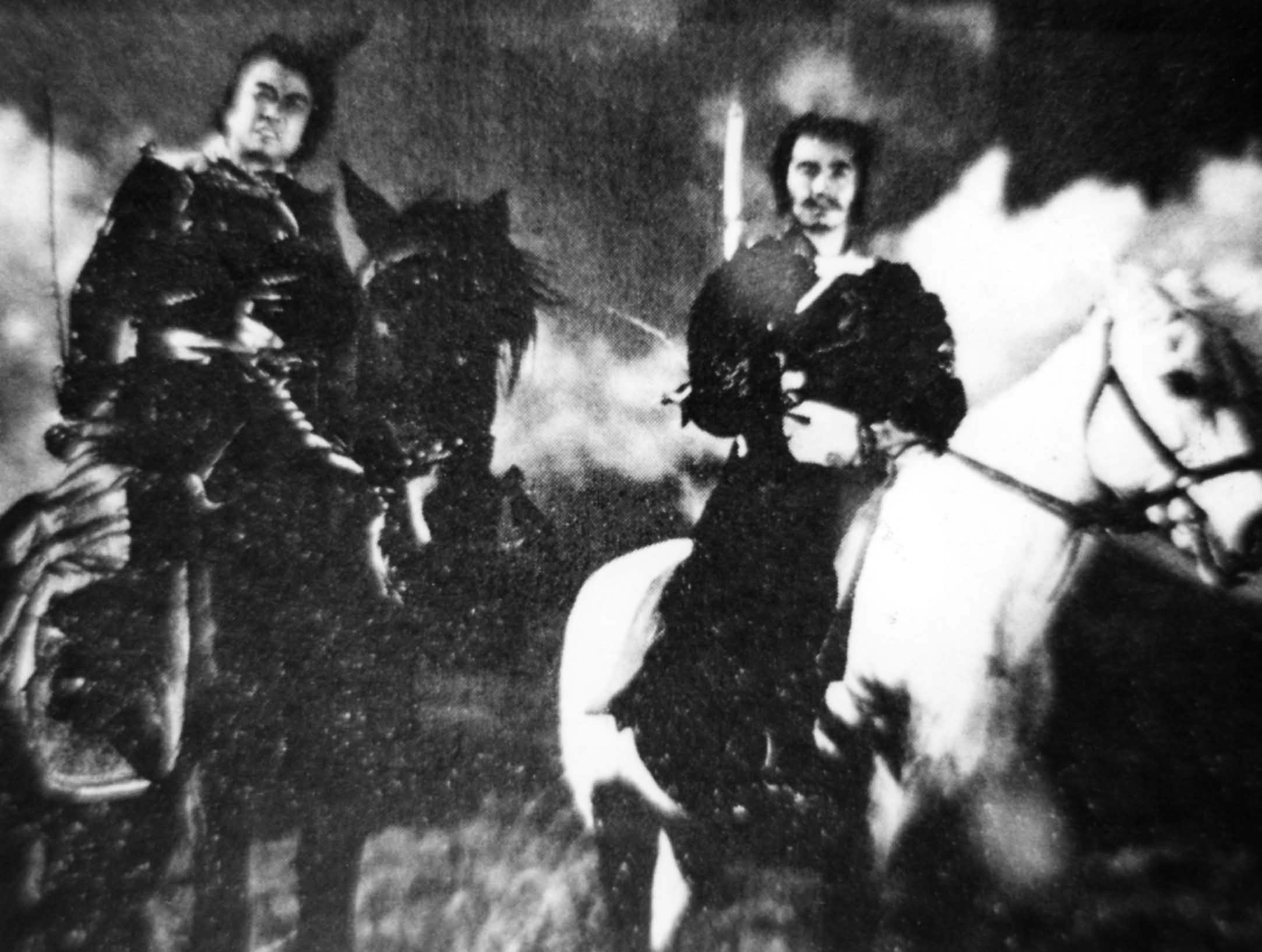
Scène du film Le Bandit samouraï (1937).

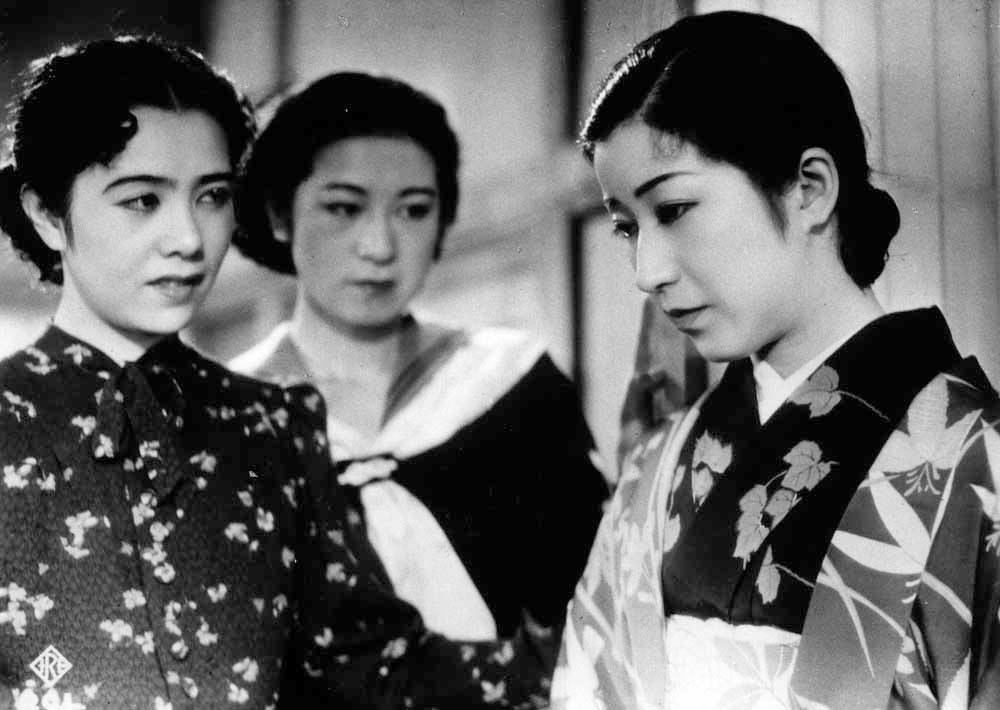
(de g. à d.) Ranko Sawa, Reiko Minakami et Takako Irie dans Les Larmes d'une femme (1937).

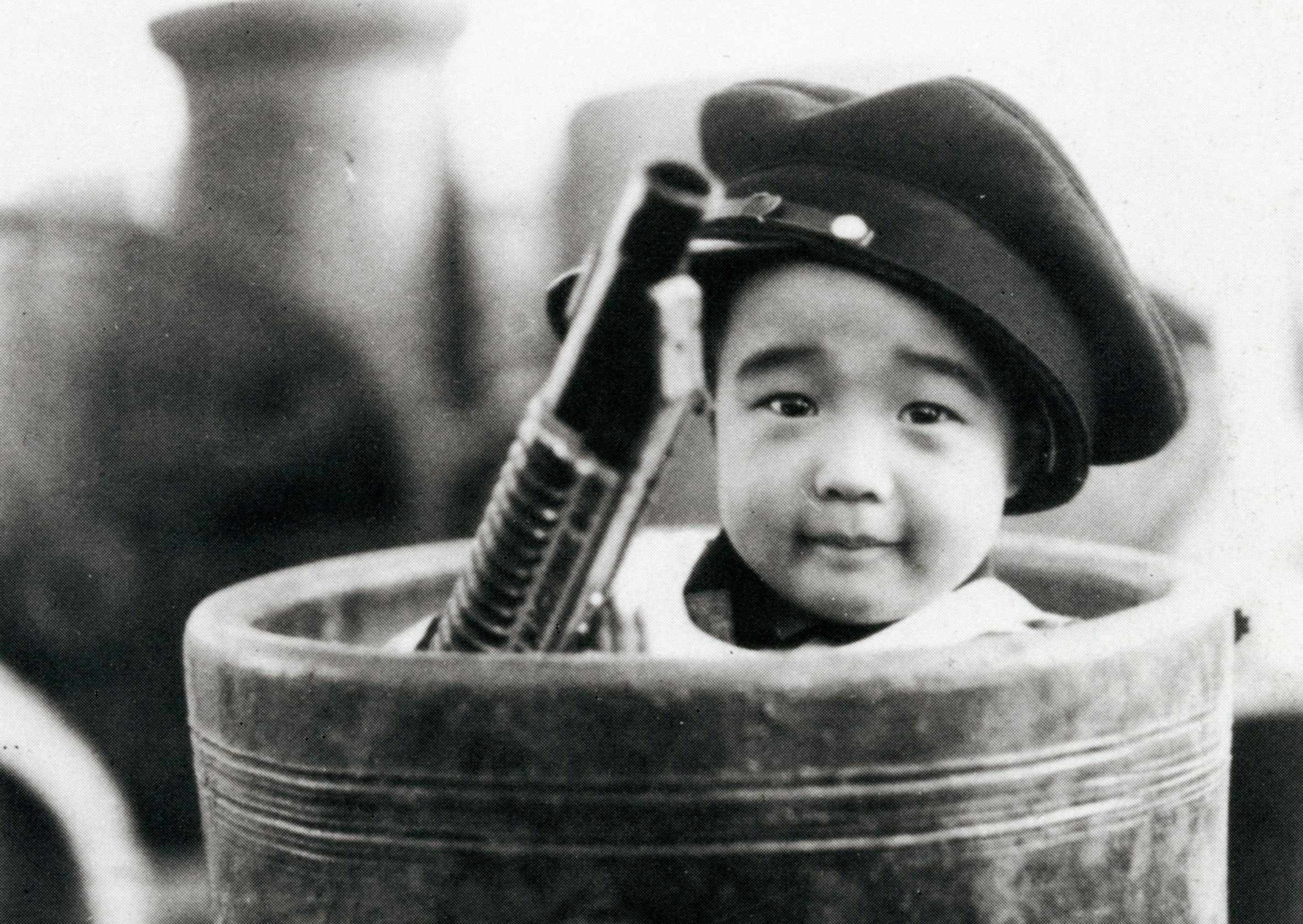
dans Edokko Ken-chan (1937).

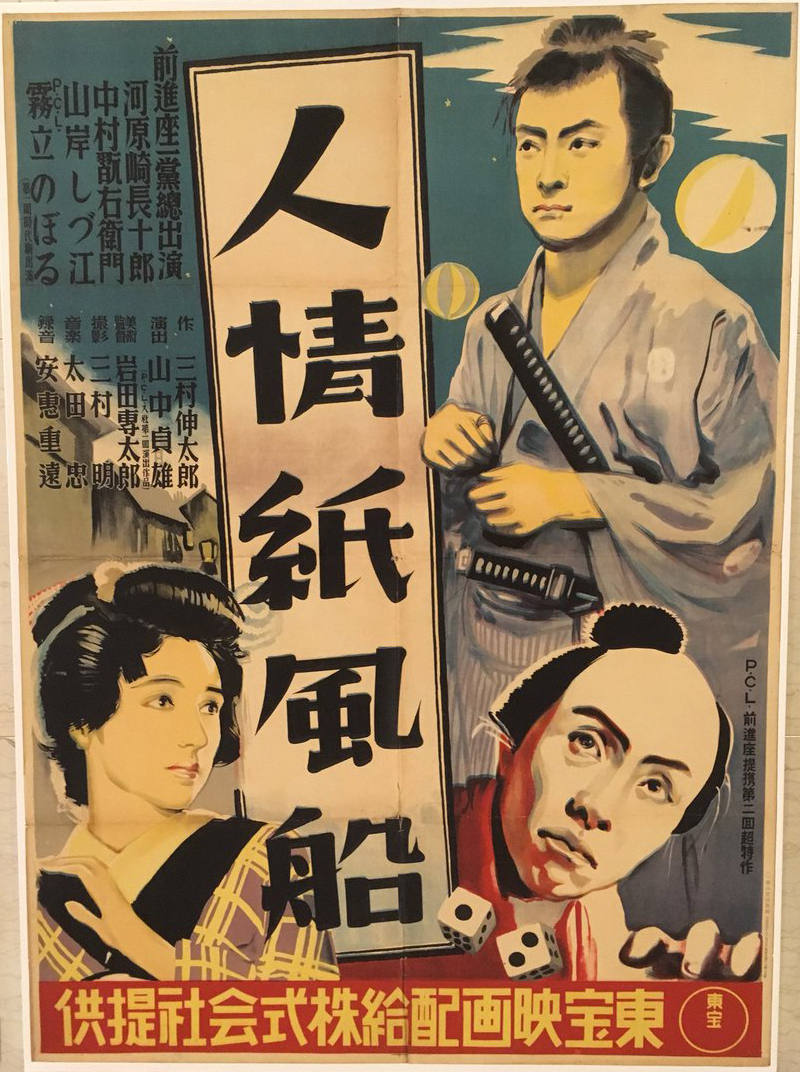
Affiche japonaise de Pauvres humains et ballons de papier (1937).

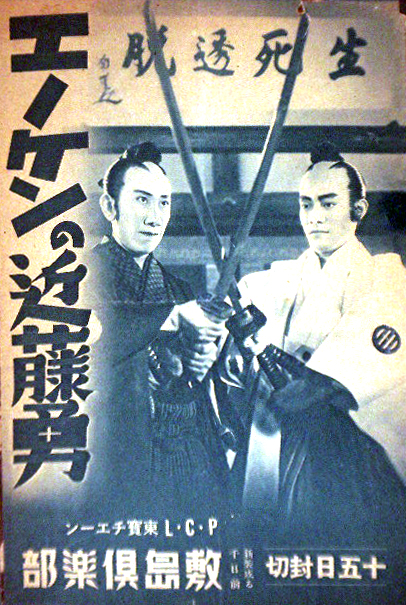
Affiche japonaise de Isami Kondō vu par Enoken (1935).

- 1933 : Ongaku kigeki: Horoyoi jinsei (音楽喜劇 ほろよひ人生?)[16] de Sotoji Kimura
- 1933 : Junjō no miyako (純情の都?) de Sotoji Kimura
- 1934 : Tadano bonji: Jinsei benkyō (只野凡児 人生勉強?) de Sotoji Kimura
- 1934 : Sakura ondo: Namida no haha (さくら音頭 涙の母?) de Sotoji Kimura
- 1934 : Odoriko nikki (踊り子日記?) de Shigeo Yagura
- 1934 : La Jeunesse accomplie d'Enoken (エノケンの青春酔虎伝, Enoken no seishun suikoden?) de Kajirō Yamamoto
- 1934 : Namiko no isshō (浪子の一生?) de Shigeo Yagura
- 1934 : Zoku Tadano bonji (続・只野凡児?) de Sotoji Kimura
- 1934 : Enoken no majutsushi (エノケンの魔術師?) de Sotoji Kimura
- 1934 : Le Général des Alpes (あるぷす大将, Arupusu taishō?) de Kajirō Yamamoto
- 1935 : Kinu no dorogutsu (絹の泥靴?) de Shigeo Yagura
- 1935 : Trois sœurs au cœur pur (乙女ごころ三人姉妹, Otome-gokoro sannin shimai?) de Mikio Naruse
- 1935 : Le Protégé (坊つちゃん, Botchan?) de Kajirō Yamamoto
- 1935 : L'Actrice et le poète (女優と詩人, Joyu to shijin?) de Mikio Naruse
- 1935 : La Fille aux violettes (すみれ娘, Sumire musume?) de Kajirō Yamamoto
- 1935 : Hōrōki (放浪記?) de Sotoji Kimura
- 1935 : Sanshokuki birudingu (三色旗ビルディング?) de Sotoji Kimura
- 1935 : Guren (奮恋?) de Shigeo Yagura
- 1935 : Rajio no joō (ラヂオの女王?) de Shigeo Yagura
- 1935 : Ma femme, sois comme une rose (妻よ薔薇のやうに, Tsuma yo bara no yo ni?) de Mikio Naruse
- 1935 : Le Petit farceur (いたづら小僧, Itazura kozō?) de Kajirō Yamamoto
- 1935 : Cinq types au cirque (サーカス五人組, Sakasu gonin-gumi?) de Mikio Naruse
- 1935 : Tokai no kaii shichiji sanpun (都会の怪異七時三分?) de Sotoji Kimura
- 1935 : Isami Kondō vu par Enoken (エノケンの近藤勇, Enoken no Kondō Isami?) de Kajirō Yamamoto
- 1935 : Jinsei shonen hei (人生初年兵?) de Shigeo Yagura
- 1935 : La Fille dont on parle (噂の娘, Uwasa no musume?) de Mikio Naruse
- 1936 : Akireta renchū (あきれた連中?) de Kei Okada et Osamu Fushimizu
- 1936 : Jogun totsugekitai (女軍突撃隊?) de Sotoji Kimura
- 1936 : Enoken no Donguri Tonbei (エノケンのどんぐり頓兵衛?) de Kajirō Yamamoto
- 1936 : Kyūkon san jūshi (求婚三銃士?) de Shigeo Yagura
- 1936 : Majutsu no joō (魔術の女王?) de Sotoji Kimura
- 1936 : Utau yajikita (歌ふ弥次喜多?) de Kei Okada et Osamu Fushimizu
- 1936 : Je suis un chat (吾輩は猫である, Wagahai wa neko de aru?) de Kajirō Yamamoto
- 1936 : Tochuken Kumoemon (桃中軒雲右衛門, Tōchūken Kumoemon?) de Mikio Naruse
- 1936 : Shojo Hanazono (処女花園?) de Shigeo Yagura
- 1936 : Ino et Mon (兄いもうと, Ani imōto?)[17] de Sotoji Kimura
- 1936 : Enoken le millionnaire I (エノケンの千万長者, Enoken no senman chōja?) de Kajirō Yamamoto
- 1936 : Kore wa shitsurei (これは失礼?) de Kei Okada
- 1936 : Uta no yononaka (唄の世の中?) de  Osamu Fushimizu
- 1936 : Taiheino chōji (大洋の寵児?) de Shigeo Yagura
- 1936 : Enoken le millionnaire II (続エノケンの千万長者, Zoku Enoken no senman chōja?) de Kajirō Yamamoto
- 1936 : Le Chemin parcouru ensemble (君と行く路, Kimi to yuku michi?) de Mikio Naruse
- 1936 : Haha nareba koso (母なればこそ?) de Sotoji Kimura
- 1936 : Oberabō (おほべら棒?) de Kei Okada
- 1936 : Renai no sekinin (恋愛の責任?) de Tomoyoshi Murayama
- 1936 : Kappore jinsei (かっぽれ人生?) de Shigeo Yagura
- 1936 : Une avenue au matin (朝の並木路, Ashita no namikimichi?) de Mikio Naruse
- 1936 : Hikoroku ōi ni warau (彦六大いに笑ふ?) de Sotoji Kimura
- 1936 : Tōkyō rapesodi (東京ラプソディ?) de  Osamu Fushimizu
- 1936 : Bushido ōrakanarishi (武士道朗らかなりし頃?) de  Minoru Matsui
- 1936 : Les Dessus et les dessous du mariage (新婚うらおもて, Shinkon ura omote?) de Kajirō Yamamoto
- 1936 : Enoken no Edokko Santa (エノケンの江戸っ子三太?) de Kei Okada
- 1937 : Shinzō ga tsuyoi (心臓が強い?) de Toshio Ōtani
- 1937 : Les Larmes d'une femme (女人哀愁, Nyonin aishū?) de Mikio Naruse
- 1937 : Fūryū enkatai (風流演歌隊?) de  Osamu Fushimizu
- 1937 : Le Bandit samouraï (戦国群盗伝 前篇 虎狼, Sengoku guntō-den zenpen: Tora ōkami?) d’Eisuke Takizawa
- 1937 : Le Bandit samouraï II (戦国群盗伝 後篇 暁の前進, Sengoku guntō-den kōhen: Akatsuki no zenshin?) d’Eisuke Takizawa
- 1937 : Uso kurabu (うそ倶楽部?) de Kei Okada
- 1937 : Karayuki-san (からゆきさん?) de Sotoji Kimura
- 1937 : Seishun butai  (青春部隊?) de  Minoru Matsui
- 1937 : Un mari chaste I (良人の貞操 前篇 春来れば, Otto no teiso : Haru kitareba?) de Kajirō Yamamoto
- 1937 : Harikiri Boy (ハリキリ・ボーイ, Harikiri bōi?) de Toshio Ōtani
- 1937 : Un mari chaste II (良人の貞操 後篇 秋ふたたび, Otto no teiso : Aki futatabi?) de Kajirō Yamamoto
- 1937 : Edokko Ken-chan (江戸っ子健ちゃん?) de Kei Okada
- 1937 : Livre de lecture de la femme japonaise (日本女性読本, Nihon josei dokuhon?) co-réalisé par Kajirō Yamamoto, Sotoji Kimura et Toshio Ōtani
- 1937 : Misemono okuni (見世物王国?) de  Minoru Matsui
- 1937 : Avalanche (雪崩, Nadare?) de Mikio Naruse
- 1937 : Tōkaidō wa nihonbare (東海道は日本晴れ?) d’Eisuke Takizawa
- 1937 : Mademoiselle (お嬢さん, Ojosan?) de Satsuo Yamamoto
- 1937 : Enoken pickpocket I (エノケンのちゃっきり金太 前篇, Enoken no chakkiri Kinta : Zenpen?) de Kajirō Yamamoto
- 1937 : Shirobara wa sakedo (白薔薇は咲けど?) de  Osamu Fushimizu
- 1937 : Enoken pickpocket II (エノケンのちゃっきり金太 後篇, Enoken no chakkiri Kinta : Kōhen?) de Kajirō Yamamoto
- 1937 : Pauvres humains et ballons de papier (人情紙風船, Ninjō kamifūsen?) de Sadao Yamanaka
- 1937 : Minamikaze no oka (南風の丘?) de  Minoru Matsui
- 1937 : Rakuen no gasshō (楽園の合唱?) de Toshio Ōtani
- 1937 : Hokushi no sora o tsuku (北支の空を衝く?) de Kunio Watanabe
- 1937 : Boko wa dareda (俺は誰だ?) de Kei Okada
- 1937 : Senhi no kyoku (維新秘話 戦ひの曲?) de Kunio Watanabe
- 1937 : Le Faucon magnifique (美しき鷹, Utsukushiki taka?) de Kajirō Yamamoto
- 1937 : Les Vicissitudes de la vie I (禍福 前篇, Kafuku zenpen?) de Mikio Naruse
- 1937 : Shinsengumi (新選組?) de Sotoji Kimura
- 1937 : Les Vicissitudes de la vie II (禍福 後篇, Kafuku kōhen?) de Mikio Naruse

## Courts métrages d'animation produits

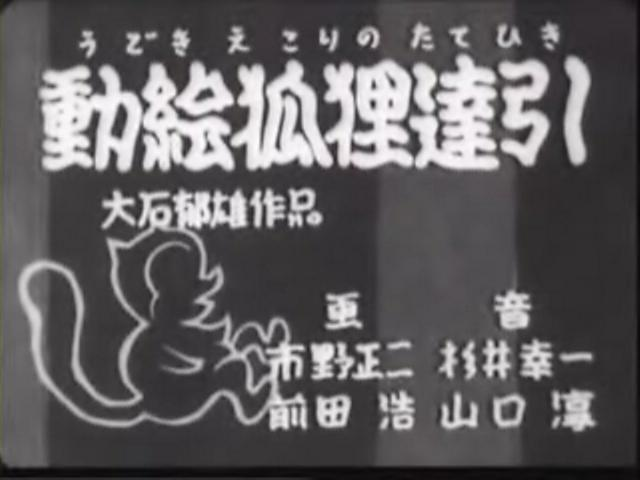
Ugokie kori no tatehiki (1933).

- 1933 : Ugokie kori no tatehiki (ja) (動絵狐狸の達引?) d'Ikuo Ōishi (ja)
- 1934 : Pon suke no haru (ポン助の春?) d'Ikuo Ōishi
- 1934 : Kachikachi yama (かちかち山?) d'Ikuo Ōishi
- 1935 : Bīru banzai (ビール万才?) d'Ikuo Ōishi
- 1935 : Ari to kawazu (蟻と蛙?) d'Ikuo Ōishi
- 1936 : Tōkī no hanashi (トーキーの話?) d'Ikuo Ōishi